# Rhabdastrella primitiva
Rhabdastrella primitiva är en svampdjursart som först beskrevs av Burton 1926.  Rhabdastrella primitiva ingår i släktet Rhabdastrella och familjen Ancorinidae. Inga underarter finns listade i Catalogue of Life.